# Earth Simulator

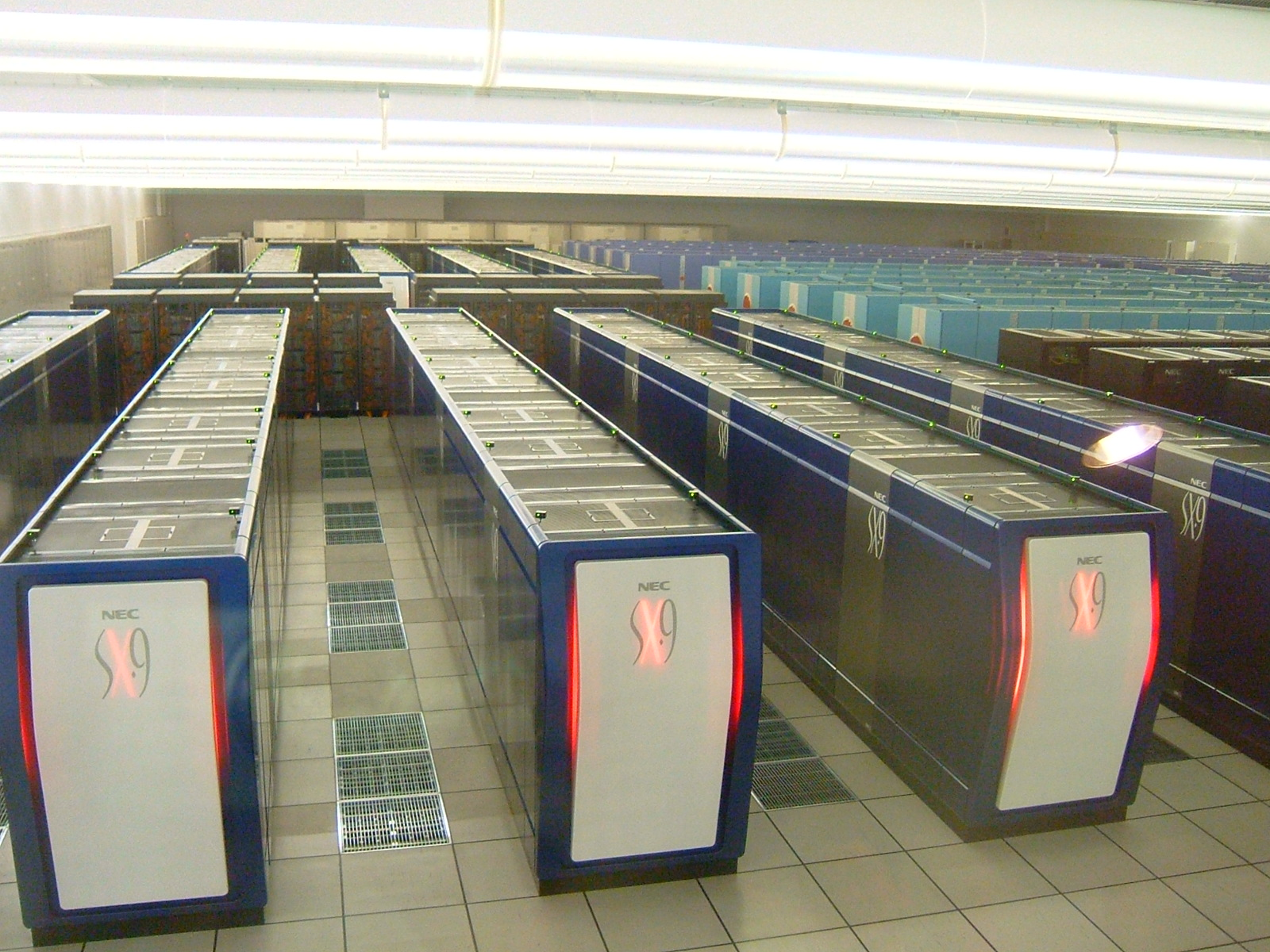
Earth Simulator ES2

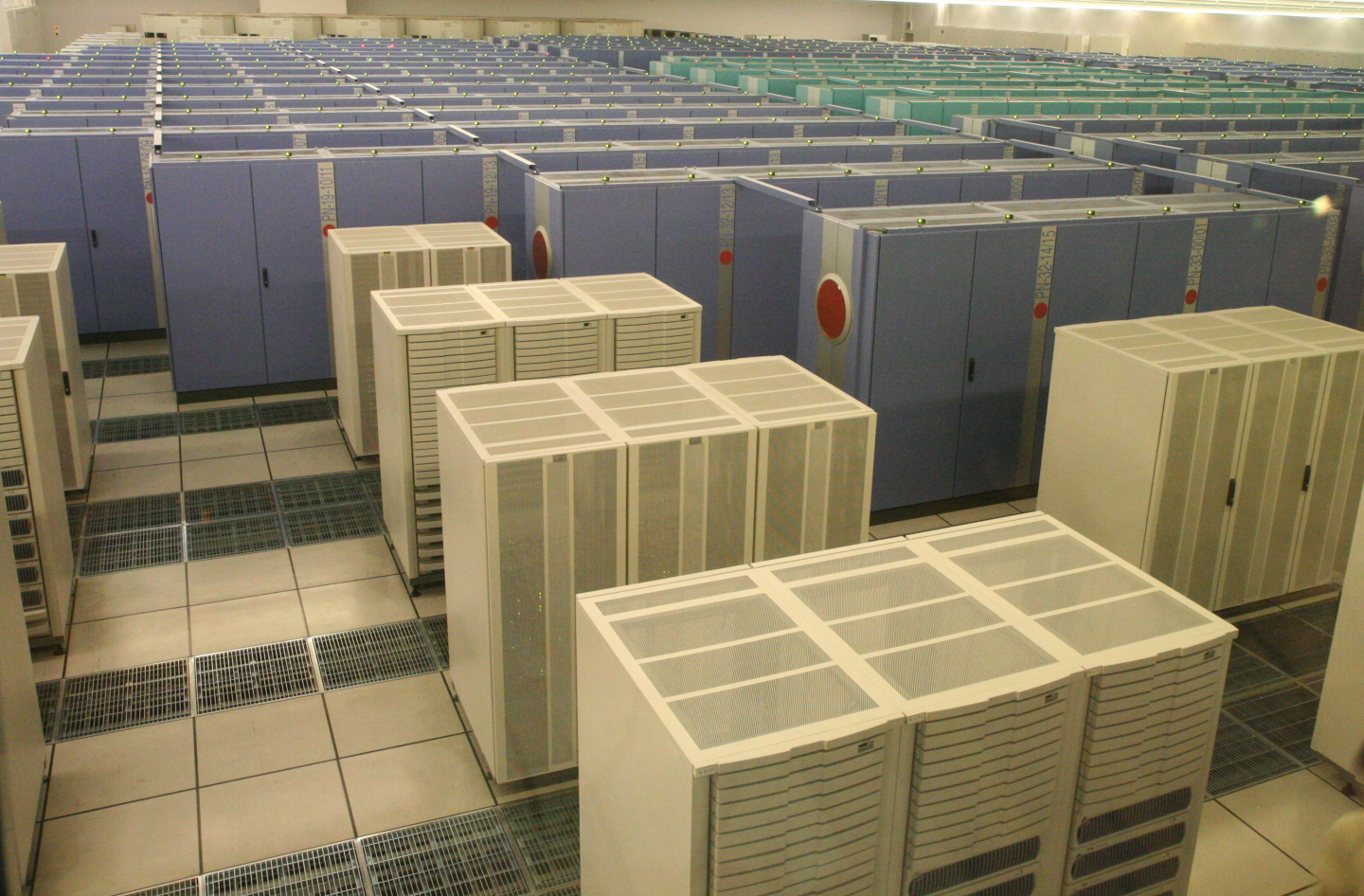
Erster Earth Simulator

Als Earth Simulator (jap. 地球シミュレータ, Chikyū shimyurēta, dt. „Erdsimulator“) sind zwei japanische Supercomputer bekannt, die auf Vektorprozessoren basieren. Das erste Parallelrechnersystem wurde 2002 am Yokohama Institute for Earth Sciences (YES) von der Firma NEC in Betrieb gesetzt.

## Earth Simulator ES
Für den Earth Simulator wurde ab 1999 ein speziell für ihn konzipiertes 3.250 m² großes Gebäude im Stadtbezirk Kanazawa der Stadt Yokohama (Präfektur Kanagawa) errichtet. Das ursprüngliche System, 2002 fertiggestellt, basierte auf der SX-6-Architektur von NEC und bestand aus 640 Rechenknoten, zu denen je acht Vektorprozessoren und 16 GB Hauptspeicher gehörten, sowie 130 Kommunikationsknoten mit je einer Crossbar-Switchmatrix und Anschlüssen an alle 640 Rechenknoten. Die Kommunikation fand über ein 12,3 Gbps schnelles Verbindungsnetz statt. Insgesamt standen 5120 CPUs, 10 TB Hauptspeicher, 700 TB Festplatten- und 1,6 PB Bandlaufwerkspeicher zur Verfügung.
In der TOP500-Liste lag der Earth Simulator von Juni 2002 bis Juni 2004 mit einer Rechenleistung von 35,86 Teraflops als schnellster Rechner der Welt auf Platz 1. In der Liste vom November 2004 wurde er jedoch von gleich zwei Rechnern (IBMs BlueGene/L sowie SGIs Columbia) überholt und lag zuletzt im November 2008 nur noch an 73. Stelle. Seit Juni 2011 ist er nicht mehr gelistet.

## Earth Simulator ES2
Mitte November 2008 wurde der erste Earth Simulator stillgelegt und durch seinen Nachfolger mit dem offiziell gleichen Namen (ES2) ersetzt. Dieser basiert auf der SX-9/E-Architektur von NEC und besteht aus 160 Rechenknoten, zu denen je acht Vektorprozessoren und 128 GB Hauptspeicher gehören. Die Kommunikation erfolgt nun über ein Switchnetz mit Fat-Tree-Topologie, das 128 GB/s übertragen kann. Insgesamt können die 1280 CPUs auf 20 TB Hauptspeicher zurückgreifen.
Die Neuauflage debütierte in der TOP500-Liste im Juni 2009 mit 122,4 TFLOPS auf Platz 22. Seit Juni 2014 ist er nicht mehr gelistet.
Leitender Entwickler des Rechners war Tadashi Watanabe.

## Earth Simulator ES3
Der ES2 wurde im März 2015 durch den Earth Simulator 3 (ES3) ersetzt, einem NEC SX-ACE-System mit 5120 Knoten.

## Earth Simulator ES4
Der ES3 wurde 2021 durch den Earth Simulator 4 (ES4) ersetzt. Der ES4 erreicht eine Leistung von 19.5 PFLOPS und ist mit 200 GBps angebunden.